# San Luis Amatlán
San Luis Amatlán es una localidad del estado mexicano de Oaxaca. Es cabecera del municipio de San Luis Amatlán.

## Demografía
| Censo | Población |
| ----- | --------- |
| 1900  | 1007      |
| 1910  | 935       |
| 1921  | 937       |
| 1930  | 855       |
| 1940  | 1039      |
| 1950  | 870       |
| 1960  | 1196      |
| 1970  | 1082      |
| 1980  | 1211      |
| 1990  | 1004      |
| 1995  | 840       |
| 2000  | 722       |
| 2005  | 706       |
| 2010  | 742       |
| 2020  | 852       |